# Zelotes fulvopilosus
Zelotes fulvopilosus es una especie de arañas araneomorfas de la familia Gnaphosidae.

## Distribución geográfica
Es endémica de la península ibérica (España, Andorra y Portugal), sur de Francia y Baleares.